# Isovanillinsäure
Isovanillinsäure (3-Hydroxy-4-methoxybenzoesäure) ist eine organische chemische Verbindung und gehört zur Gruppe der Phenolsäuren. Die Substanz leitet sich strukturell sowohl von der Benzoesäure, als auch vom Guajacol (o-Methoxyphenol) ab. Es ist ein Isomer zur Vanillinsäure, von dem es sich nur durch die Stellung der Methoxygruppe unterscheidet. Anstatt an Position 3 ist diese hier an Position 4 vorzufinden. Hydroxy- und Methoxygruppe tauschen im Vergleich zur Vanillinsäure die Plätze. Isovanillin kann enzymatisch zur Isovanillinsäure oxidiert werden.
| Struktur von Isovanillinsäure | Struktur von Vanillinsäure |
| Isovanillinsäure              | Vanillinsäure              |